# Hiroshi Abe (astrónomo)
Hiroshi Abe (安部 裕史 Abe Hiroshi?, n. 1958) es un astrónomo aficionado japonés asociado con el Observatorio de Yatsuka (código de observatorio 367). Es notable por el descubrimiento de una Nova Vulpeculae en 2007, y 28 asteroides entre 1993 y 1999.

## Descubrimientos
Entre 1993 y 1999 descubrió 20 asteroides en solitario y otros 8 en colaboración con otros astrónomos (4 asteroides en colaboración con Seidai Miyasaka entre 1993 y 1997 y otros 4 con Robert H. McNaught en 1996). El Minor Planet Center acredita sus descubrimientos como H. Abe.
| Asteroides descubiertos: 28 | Asteroides descubiertos: 28 |
| --------------------------- | --------------------------- |
| (7097) Yatsuka              | 8 de octubre de 1993        |
| (7837) Mutsumi              | 11 de octubre de 1993       |
| (8099 1993 TE               | 8 de octubre de 1993        |
| (8113) Matsue               | 21 de abril de 1996         |
| (8114) Lafcadio             | 24 de abril de 1996         |
| (8120) Kobe                 | 2 de noviembre de 1997      |
| (8725) Keiko                | 5 de octubre de 1996        |
| (9985) Akiko                | 12 de mayo de 1996          |
| (11322) Aquamarine          | 23 de agosto de 1995        |
| (11682) Shiwaku             | 3 de marzo de 1998          |
| (13176) Kobedaitenken       | 21 de abril de 1996         |
| (13643) Takushi             | 21 de abril de 1996         |
| (14535) Kazuyukihanda       | 1 de septiembre de 1997     |
| (16760) Masanori            | 11 de octubre de 1996       |
| (21262) Kanba               | 24 de abril de 1996         |
| (28340) Yukihiro            | 13 de marzo de 1999         |
| (29431) Shijimi             | 12 de abril de 1997         |
| (35286) Takaoakihiro        | 14 de octubre de 1996       |
| 43996) 1997 QH              | 22 de agosto de 1997        |
| (48778) Shokoyukako         | 1 de septiembre de 1997     |
| (48779) Mariko              | 1 de septiembre de 1997     |
| (49699) Hidetakasato        | 3 de noviembre de 1999      |
| (58622) Setoguchi           | 2 de noviembre de 1997      |
| (65783) 1995 UK             | 17 de octubre de 1995       |
| (90925) 1997 RK5            | 8 de septiembre de 1997     |
| (120735) Ogawakiyoshi       | 7 de octubre de 1997        |
| (134402) Ieshimatoshiaki    | 1 de septiembre de 1997     |
| (136824) Nonamikeiko        | 8 de septiembre de 1997     |
| 1. 2.                       |                             |

## Epónimos
El asteroide del cinturón principal (5379) Abehiroshi descubierto en 1991 por Osamu Muramatsu fue nombrado en su honor. El nombramiento del citado asteroide fue publicado el 28 de julio de 1999 (M.P.C. 35482).